# Westfield Ruhr Park
Der Westfield Ruhr Park (ehemals Ruhr Park) ist ein Einkaufszentrum in Bochum. Es bezeichnet sich selbst als das größte Freiluft-Einkaufszentrum in Deutschland und zählt auch unter den Einkaufszentren allgemein als eines der größten.

## Geschichte und Struktur

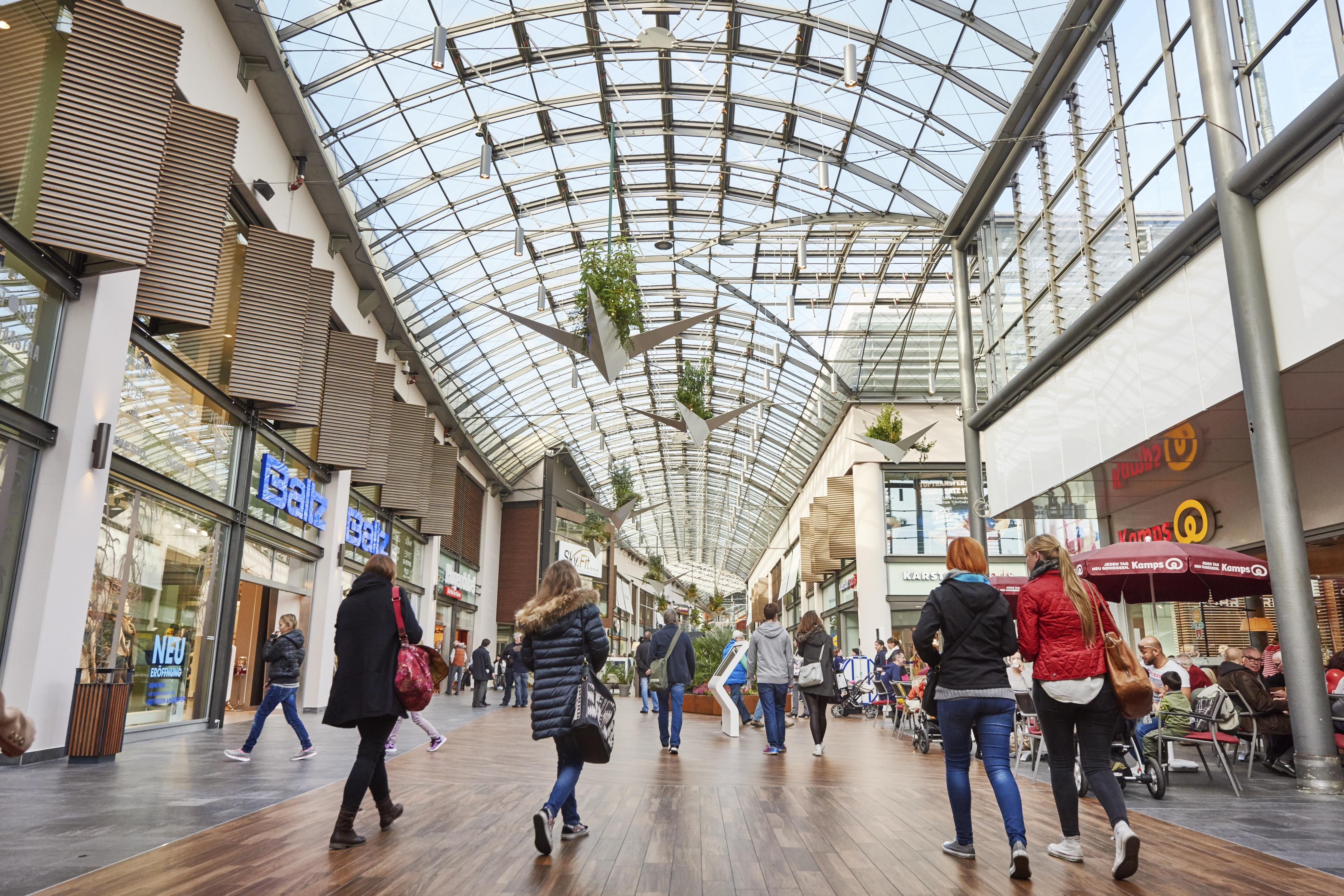
„Wintergarten“

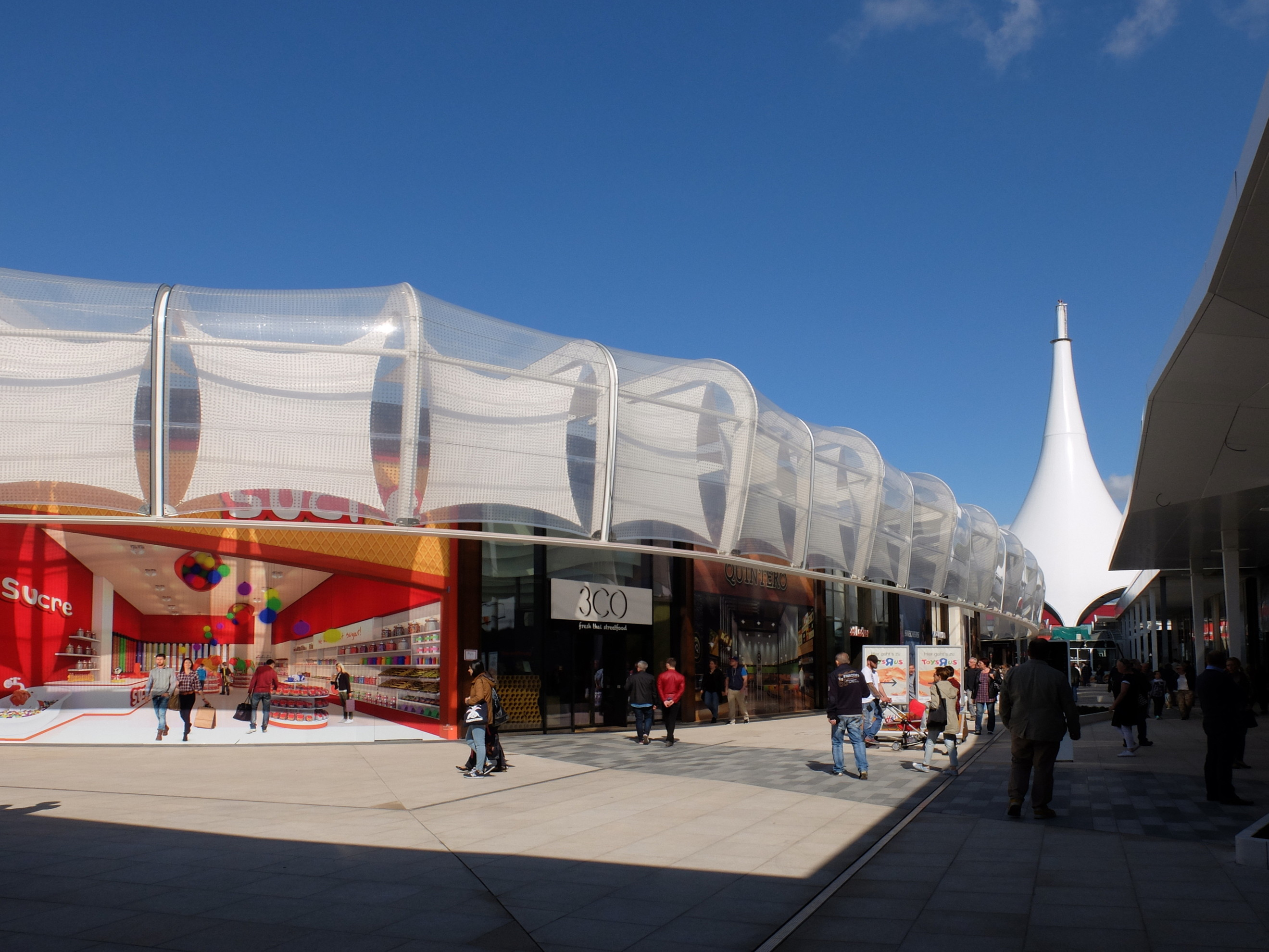
Südmall

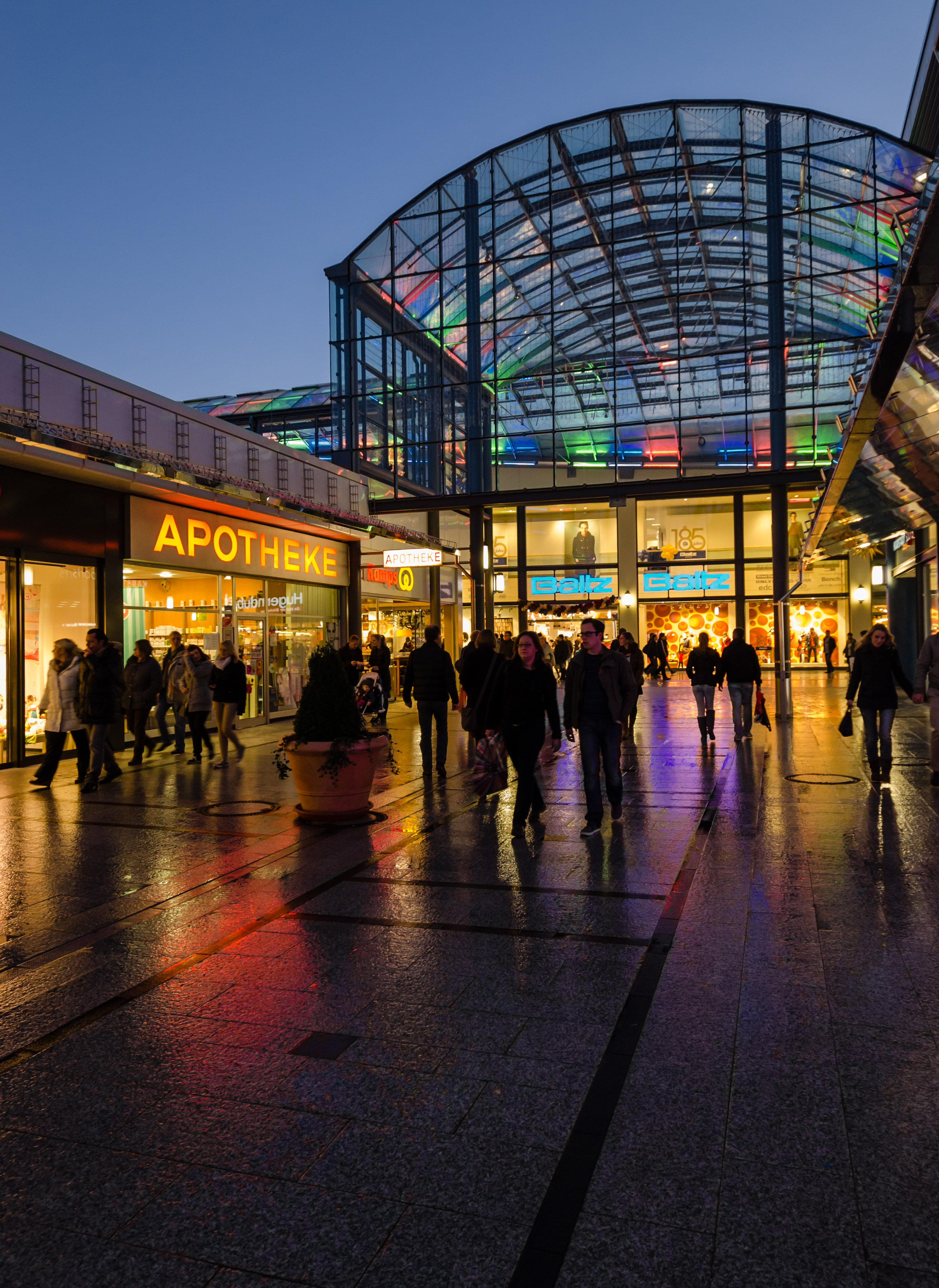
Abendliche Beleuchtung des Ruhr Parks

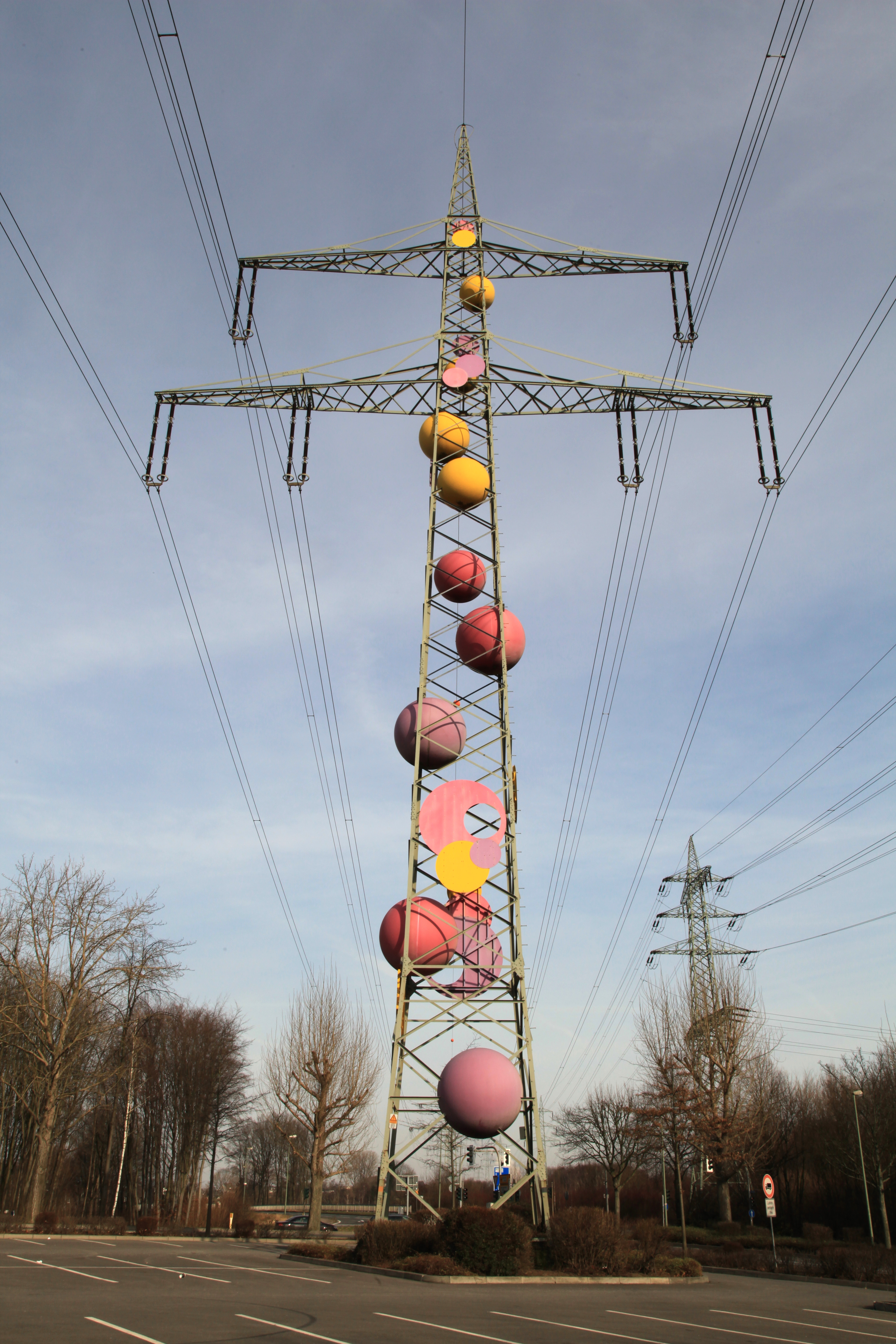
Freileitungsmast mit der Skulptur „Geometrische Durchdringung“ am Ruhr Park

Der Ruhr Park wurde am 14. November 1964 im Stadtteil Harpen eröffnet. Er war damals – nach dem Main-Taunus-Zentrum in Sulzbach – das zweite Einkaufszentrum in Deutschland und eine Neuheit für die junge Bundesrepublik.
Zu Beginn verfügte das Einkaufszentrum über 24.000 m² Mietfläche, die teils für große Kaufhäuser, teils für kleinere Fachgeschäfte zur Verfügung stand. Das Ruhr Park Einkaufszentrum auf dem ca. 254.000 m² großen Grundstück in Bochum mit inzwischen 125.000 m² Mietfläche (davon 71.500 m² Verkaufsfläche) und einem geschätzten Warenumsatz im Jahre 2013 von rund 243 Mio. Euro gehört zu den großen Einkaufscentern in Deutschland. In den rund 140 Geschäften arbeiten rund 2.500 Beschäftigte; den Kunden stehen ca. 4.800 kostenfreie Parkplätze zur Verfügung.
Eine Besonderheit zu anderen Einkaufszentren ist hier die weitgehend fehlende Überdachung der Fußwege. Es sind ausschließlich ein Platz und eine kleine Passage überdacht.
Der Gründer des Ruhr Park Einkaufszentrums war der Investor Edward J. Roberts, der das Zentrum im Jahre 1978 an die Westdeutsche ImmobilienBank verkaufte. 2010 erwarb das französische Investment-Unternehmen Unibail-Rodamco den Ruhr Park. 2018 fusionierte Unibail-Rodamco mit dem australischen Unternehmen Westfield. Seitdem ist Unibail-Rodamco-Westfield Eigentümer und Betreiber des Ruhr Parks.
Das Einkaufszentrum befindet sich außerhalb der Innenstadt und verfügt über 4.420 Parkplätze. Zum Zeitpunkt des Baus des Ruhr Parks entstanden auch die ersten Fußgängerzonen in den umliegenden Innenstädten, die den Citybereich zwar attraktiver, aber auch schwerer zugänglich machten. Das alles löste Befürchtungen beim Einzelhandel aus, der durch das Einkaufszentrum auf der „grünen Wiese“ an seinen anderen Standorten Umsatzeinbußen befürchtete. Dennoch ist dieses Konzept bis heute wegweisend für viele weitere Einkaufszentren in Deutschland.
Der Gastronomiebereich „Via Bartolo“ wurde im Oktober 2001 eröffnet. 13 Gastronomiekonzepte sind ringförmig um einen zentralen – mit Esstischen und Sitzgruppen (ca. 280 Plätze) versehenen – Platz angeordnet und sollen zu einer „gastronomischen Weltreise“ einladen, indem sie Gerichte der unterschiedlichsten Länder anbieten. Der Essbereich wird durch eine der Jahreszeit entsprechende Dekoration mit Pflanzen und Skulpturen aufgelockert.
Nach einem Umbau von 2011 bis 2015 wurde der Ruhr Park am 4. November 2015 inkl. der neuen „Südmall“ wieder eröffnet und hat seitdem eine Mietfläche von 115.000 m².
Am 26. September 2024 wurde das Einkaufszentrum in Westfield Ruhr Park umbenannt.

## Anbindung / ÖPNV
Mit den nahe gelegenen Autobahnen A 40 und A 43 ist das Einkaufszentrum gut ans Straßennetz angebunden, was zum Beispiel 1991 zur Ansiedlung des Kinokomplexes UCI beitrug. Die ÖPNV-Anbindung erfolgt durch acht Buslinien (336, 339, 358, 364, 366, 368, 379 und 395) mit drei um den Westfield Ruhr Park herum verteilten Haltestellen. Davon fahren allerdings lediglich drei Linien in die Bochumer Innenstadt, die zudem auf dem Weg zum Westfield Ruhr Park wichtige Erschließungsfunktionen von Wohngebieten ausüben. Dadurch ergibt sich eine entsprechend lange Fahrtzeit. Eine 2001 erschienene Diplomarbeit beschäftigte sich mit den Möglichkeiten, den Ruhr Park direkt an das Straßenbahnnetz anzuschließen.
| Linie | Verlauf | Takt (Mo–Fr)                                                                                      |
| ----- | --- | ------------------------------------------------------------------------------------------------- |
| 336   | Dortmund-Lütgendortmund – Brücke Ruhr-Park – Bochum-Harpen – Bochum-Grumme – Planetarium – Bochum Rathaus – Bochum Hbf | 30 min                                                                                            |
| 339   | Ruhr-Universität – BO-Querenburg – Markstr. – Wiemelhausen – Lohring – Bochum Hbf – Bochum Rathaus – Planetarium – Grumme – Harpen – Ruhr-Park                                                                                     | 30 min                                                                                            |
| 358   | BO-Querenburg, Ruhr-Universität – Gesundheitscampus – Markstr. – Steinkuhl – Altenbochum – Laer Mitte / Sutumer Str. – Hauptfriedhof – Kornharpen – Ruhr-Park/UCI                                                                  | 30 min                                                                                            |
| 364   | Sportplatz Papenholz – Bochum-Langendreer West – Werne Amt – Ruhr-Park – Kirchharpen – Gerthe Mitte – Castrop-Rauxel-Merklinde – Castrop Münsterplatz                                                                              | 30 min                                                                                            |
| 366   | Bochum-Langendreer Luchsweg – BO-Langendreer West – Werne – Ruhr-Park – Kirchharpen – Rosenberg – Hiltrop Kirche – (Riemke Markt – Riemke Bf ) / (Marienhospital Herne – Archäologie-Museum/Kreuzkirche – Herne Mitte – Herne Bf ) | 30 min (Langendreer–Hiltrop) 60 min (Hiltrop–Riemke) 60 min (Hiltrop–Herne)                       |
| 368   | Wanne-Eickel Hbf − Eickeler Bruch – Röhlinghausen – Bochum-Hordel – Hamme – BO Präsident Bf – Bochum Rathaus – Bochum Hbf – Lohring – Altenbochum – Kornharpen – Ruhr-Park/UCI                                                     | 15/30 min (Ruhr Park/Bochum Hbf–Hordel) 30 min (Hordel–Wanne-Eickel)                              |
| 379   | Harpen, Ruhr-Park – Werne Amt – Bochum-Langendreer – Langendreer Markt – Langendreerholz – Witten Rathaus – Witten Hbf – Witten-Bommern Bf – Bommern Mitte – Bommeraner Heide – Durchholz – Haßlinghausen Busbahnhof               | 30 min (Ruhr Park–Bomm. Heide) 15 min (Witten Rathaus–Bomm. Heide) 60 min (Bomm. Heide–Haßlingh.) |
| 395   | Herne REAL-Warenhaus – Holsterhausen – Hannibal Einkaufszentrum – Hofstede Hordeler Str – Zeche Constantin – Grumme – Vonovia Ruhrstadion – Kornharpen – Ruhr-Park/UCI (abends als AST 95 zwischen Herne und Zeche Constantin)     | 60 min                                                                                            |
| NE2   | Bochum Hbf – Grumme – Hiltrop – Gerthe – Kirchharpen – Kornharpen – Ruhr Park/UCI – Grumme – Bochum Hbf | 60 min                                                                                            |

Wahrzeichen des Westfield Ruhr Parks ist das 1985 errichtete von einem 42 Meter hohen Stahlrohrmast getragene Zelt. Im Jahr 2012 wurde das gelbe Zelt im Rahmen der Modernisierung des Einkaufszentrums durch ein weißes ersetzt. Am Nordrand befindet sich ein mit Kugeln dekorierter Freileitungsmast (Mast 69, Anlage 2610) der Amprion.